# Cerkiew Świętego Michała Archanioła w Synkowiczach
Cerkiew Świętego Michała Archanioła (biał. Царква Святога Архангела Міхаіла) – prawosławna cerkiew obronna w Synkowiczach (obwód grodzieński), najstarsza tego typu budowla na Białorusi. Świątynia parafialna, w dekanacie zelwieńskim eparchii grodzieńskiej i wołkowyskiej Egzarchatu Białoruskiego Patriarchatu Moskiewskiego.

## Historia
Świątynia powstała w pierwszej połowie XVI wieku prawdopodobnie z fundacji Konstantego Wasyla Ostrogskiego. Innym możliwym fundatorem cerkwi był Aleksander I Jagiellończyk. Zachodni przedsionek, niezbędny w liturgii prawosławnej, dostawiony został później. W momencie budowy była to świątynia prawosławna. Po zawarciu unii brzeskiej miejscowa parafia przystąpiła do nowo powstałego wówczas Kościoła unickiego. W latach 1880–1881 cerkiew, będąca ponownie w rękach prawosławnych, została gruntownie przebudowana. Rozebrano wówczas wtórnie dodaną kopułę, wzniesiono kruchtę, absydę zwieńczono kopułą, zaś w 1891 przed budynkiem ustawiono dzwonnicę.
W II Rzeczypospolitej cerkiew została zrewindykowana na rzecz Kościoła rzymskokatolickiego. Po zainicjowaniu kampanii neounijnej w budynku powstała parafia tego wyznania, prowadzona przez jezuitów. Następnie przekształcono ją ponownie w parafię łacińską (rzymskokatolicką). W 1945, po włączeniu ziem białoruskich do ZSRR, cerkiew zarekwirowano Kościołowi i zaadaptowano na magazyn. W 1990 zwrócono ją parafii prawosławnej. Od 2007 prowadzony jest remont obiektu. W 2012 pod warstwą farby olejnej z okresu sowieckiego odkryto freski z napisami w języku starogreckim.

## Architektura
Cerkiew wzniesiona została w stylu gotyckim, na planie czworoboku z trzema absydami przykrytymi jednym półstożkowym dachem, co umożliwiają założone między absydami trompy. Rozwiązanie takie, nietypowe dla budowli bizantyjskich, było powszechne w wielobocznych obejściach hanzeatyckich hal od Lubeki do Rygi. Wnętrze świątyni jest halowe, kryte sklepieniem krzyżowym. W czterech narożach budynku wzniesiono wieże obronne – dwie cylindryczne i dwie ośmioboczne. Cztery narożne wieże wskazują na analogie do cerkwi Świętej Trójcy w Wilnie i cerkwi w Murowance (Małomożejkowie), ale także do położonych na Mazowszu XVI wiecznych kościołów w Pawłowie, Zakroczymiu, Serocku, Cegłowie, Węgrowie i Brochowie. Ściany cerkwi mają półtora metra grubości. Elewację zwieńczono trójkątnym szczytem. Dzięki zachowanym oryginalnym sklepieniom stwierdzono, że świątynia nie posiadała kopuły nad środkowym przęsłem.
Historycy architektury wskazują na podobieństwa między cerkwią w Synkowiczach a podobnymi budowlami obronnymi w Wilnie (sobór Przeczystej Bogurodzicy), w monasterze w Supraślu oraz w Murowance (Małomożejkowie).

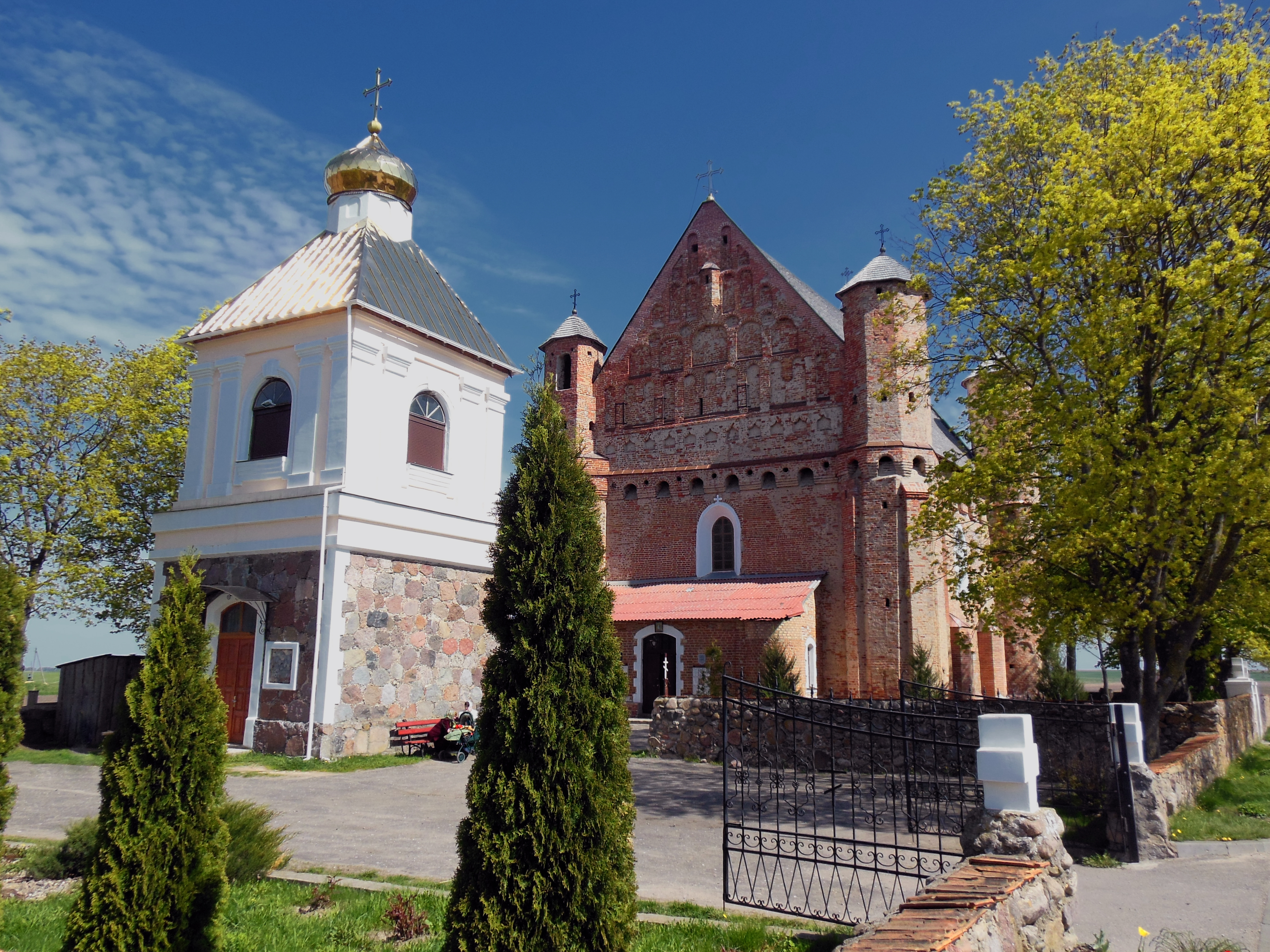
Cerkiew i dzwonnica
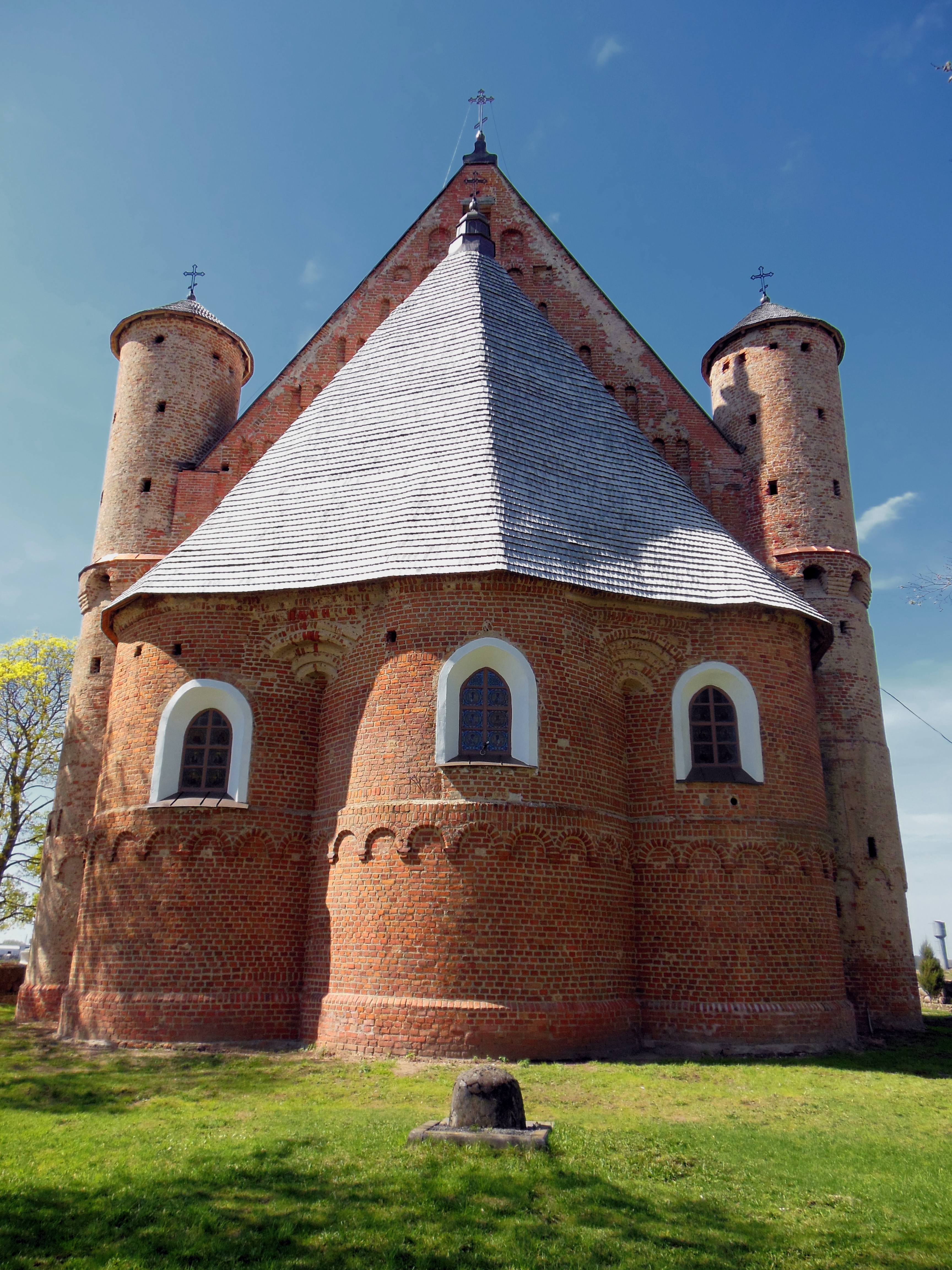
Apsydy
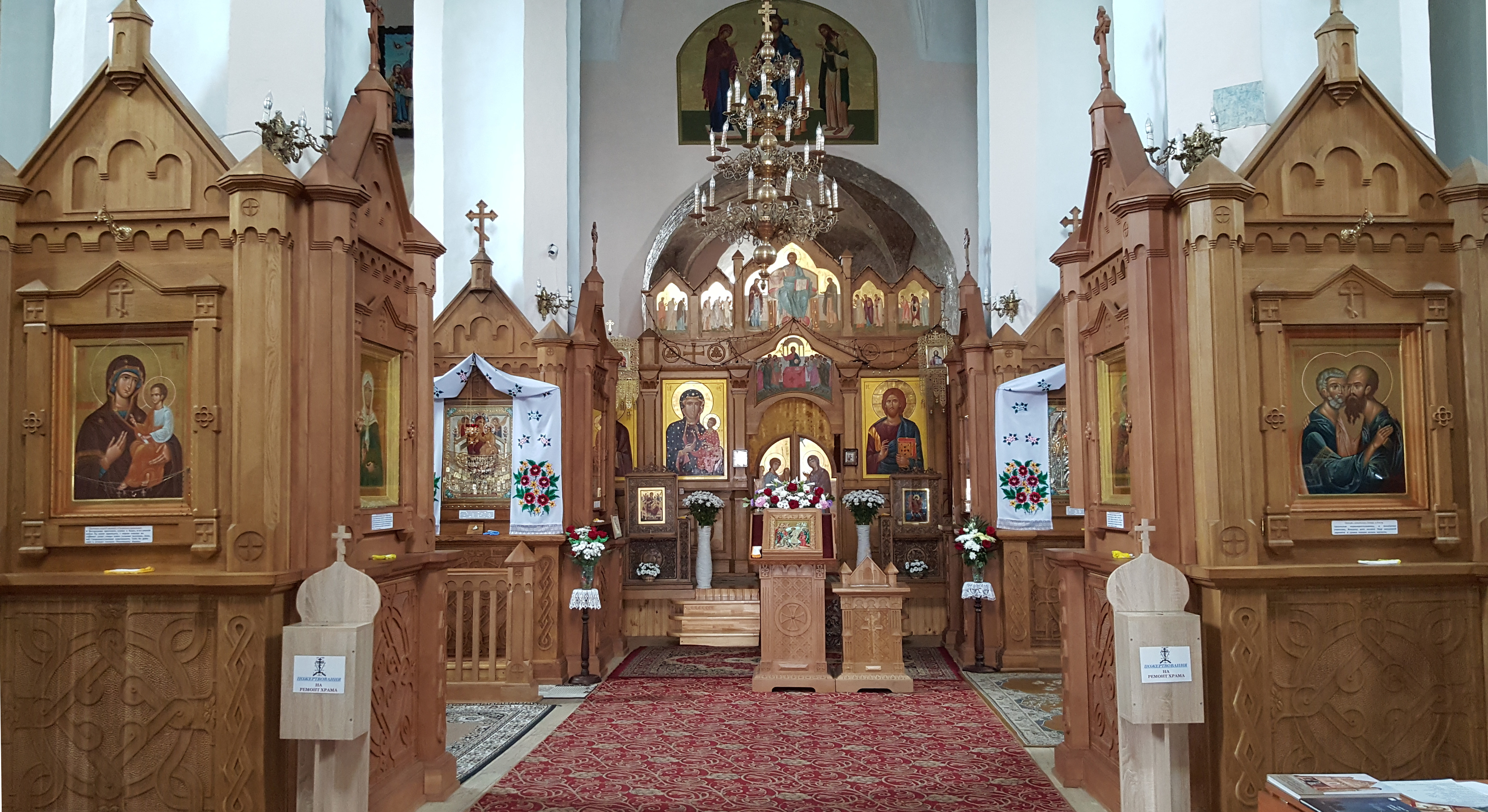
Fragment wnętrza cerkwi

## Legendy
Na temat dziejów cerkwi istnieją legendy, jakoby powstała już w końcu XIV w. po przebudowie pruskiego zamku, lub też że została ufundowana przez wielkiego księcia Witolda. Przekazy te nie mają jednak naukowych podstaw, a historycy sztuki nie mają wątpliwości, że budowla pochodzi z wieku XVI.